# Egernia margaretae
Egernia margaretae är en ödleart som beskrevs av  Storr 1968. Egernia margaretae ingår i släktet Egernia och familjen skinkar.

## Underarter
Arten delas in i följande underarter:
- E. m. margaretae
- E. m. personata